# Питон-де-Неж (горный массив)
Питон-де-Неж (фр. Massif du Piton des Neiges) — горный массив на острове Реюньон.
Высшая точка — одноимённая вершина, высота над уровнем моря — 3070 м. Другие вершины — Гро-Морн — 3019 м, Гран-Бенар, Рош-Экрит и Маидо.
Массив имеет вулканическое происхождение (около 8 млн. лет назад), но последнее извержение произошло более 12 тысяч лет назад. Питон-де-Неж считается спящим вулканом, в отличие от находящегося к юго-востоку от него вулкана Питон-де-ла-Фурнез, где за 400 лет наблюдений фиксировалось более 150 извержений.